# Högnäs
Högnäs est un quartier de la ville d'Espoo en Finlande.

## Description
Högnäs compte 213 habitants (31.12.2016).
Ses quartiers voisins sont Järvenperä, Karhusuo, Karvasmäki, Bodom et Vanhakartano.